# Atalaia (Alagoas)
Atalaia is een gemeente in de Braziliaanse deelstaat Alagoas. De gemeente telt 53.023 inwoners (schatting 2009).
De gemeente grenst aan Pilar, Capela, Boca da Mata, Pindoba en Maribondo.